# Cephalotaxus oliveri
Cephalotaxus oliveri är en barrträdart som beskrevs av Maxwell Tylden Masters. Cephalotaxus oliveri ingår i släktet Cephalotaxus och familjen Cephalotaxaceae. IUCN kategoriserar arten globalt som sårbar. Inga underarter finns listade i Catalogue of Life.